# Gitterförmige Metallkomplexe
Gitterförmige Metallkomplexe sind supramolekulare Komplexverbindungen aus mehreren Metallatomen und koordinierenden Chelatliganden, die ein gitterförmiges Strukturmotiv ausbilden. Die Strukturbildung entsteht dabei meist über thermodynamische Selbstorganisation. Sie weisen Eigenschaften auf, die sie für die Informationstechnologie als zukünftige Speichermaterialien interessant machen.

## Liganden und Metallionen
Als Liganden werden dabei tetraedrisch oder oktaedrisch koordinierende Chelatliganden verwendet, die meist Stickstoffatome in pyridinartigen Ringsystemen als Donorzentren verwenden. Als Metallionen werden entsprechend oktaedrisch koordinierende Übergangsmetallionen wie Mn2+, Fe2+, Co2+, Ni2+, Cu2+, Zn2+ oder seltener tetraedrisch Koordinierende, wie Ag+ oder Cu+ verwendet.

## Nomenklatur
Die Nomenklatur erfolgt nach [n x m]G, dabei entspricht n der Anzahl an Liganden oberhalb der Metallionenebene, m der Anzahl unterhalb. Bei der Verwendung von nur einer Ligandenart entstehen homoleptische Gitter, die eine quadratische [n x n] Struktur aufweisen. Bei der Verwendung unterschiedlicher Liganden entstehen heteroleptische Komplexe, die jedoch mit den homoleptischen konkurrieren. Die Anzahl der Metallionen ist immer n+m.

## Eigenschaften und Anwendungen
Die Gitterkomplexe zeigen pH-abhängige optische Absorptionsänderungen, elektronische Spinzustandsänderungen und reversible Redoxzustände. Zudem ist eine makroskopische intermolekulare Selbstorganisation zu 2D Netzwerken auf Oberflächen möglich.
Die Gitterförmigen Metallkomplexe können somit theoretisch zur Informationsspeicherung und Verarbeitung in der Zukunft verwendet werden.